# روفوس لوتر
روفوس كليفلاند لوتر (بالإنجليزية: Rufus C. Lewter, Jr)‏ ـ (ولد في سيبرينغ بولاية فلوريدا في 6 أكتوبر 1929) هو طبيب أمريكي، عُرف بأنه أول طبيب أمريكي يتخرج في كلية طب مصرية.

## حياته وتعليمه
حصل لوتر على درجة البكالوريوس في العلوم سنة 1951، ثم قدم أوراقه إلى 60 كلية طب أمريكية، لكنها رفضته جميعًا، فعمل فني مختبرات طبية بالجيش الأمريكي حتى سُرح سنة 1954، ثم عمل مساعدًا بأحد مستشفيات نيويورك، وهناك عرف أنه يمكن أن يصبح طبيبًا بأن يلتحق بكلية طب أجنبية، غير أن مجموعة الأطباء الأمريكيين (بالإنجليزية: American Doctors Group)‏ رفضت طلبه للدراسة بالخارج، ليسافر في يونيو 1954 إلى إيطاليا بتذكرة ذهاب بلا عودة، لكن عقبة اللغة واجهته، فانتقل بعد ثلاثة أشهر إلى القاهرة، بعد أن عرف أن لغة الدراسة في كليات الطب المصرية هي الإنجليزية.
رفضت الحكومة الأمريكية الإنفاق على دراسة لوتر بجامعة مصرية، رغم أن القانون الأمريكي يمنح قدامى محاربي الجيش مميزات من بينها الدعم المادي للدراسة الجامعية، وذلك لأن جامعة عين شمس لم تكن ضمن قائمة الجامعات المعترف بها في هذا الصدد. وعندما علم الرئيس المصري جمال عبد الناصر برغبة لوتر وافق على أن تتحمل الحكومة المصرية نفقات دراسته بكلية طب جامعة عين شمس، وصدّق له على منحة دراسية لمدة أربع سنوات مع راتب شهري متواضع.
لجأ لوتر إلى العمل الليلي كراقص ومغني روك آند رول لتحسين دخله، ونظرًا لارتفاع أسعار كتب الطب الدراسية آنذاك، تطوعت فتاة مصرية ـ تدعى عواطف سمعان (6 نوفمبر 1926 ـ 15 ديسمبر 1993) ـ بنسخ هذه الكتب له، وقد تزوجها لوتر لاحقًا، وكان من أبنائهما «وسيم» و«ملفين».

## عمله بالطب
في ديسمبر 1959، عاد لوتر إلى الولايات المتحدة، ليكون أول طبيب أمريكي يتخرج في كلية طب مصرية، فعمل طبيبًا مقيمًا بمستشفى إيستون (بالإنجليزية: Easton Hospital)‏ بولاية بنسلفانيا، ثم بمستشفى إدارة قدامى المحاربين (بالإنجليزية: Veterans Administration Hospital)‏ في دايتون بولاية أوهايو. وقد عينته كلية طب ميهاري ـ التي كانت قد رفضته سابقًا ـ ضمن هيئة التدريس بها.

## مؤلفاته
- مولود للحرية: قصة روفوس لوتر (بالإنجليزية: To Freedom Born: The R.C. Lewter Jr. M.D. Story)‏: سيرة ذاتية.[3]